# Pelegrina helenae
Pelegrina helenae là một loài nhện trong họ Salticidae.
Loài này thuộc chi Pelegrina. Pelegrina helenae được Richard C. Banks miêu tả năm 1921.